# Dourados
Dourados est une ville brésilienne de l'État du Mato Grosso do Sul. Il s'agit de la deuxième ville la plus importante de l'État par sa population.

## Généralités
Ses médias, ses commerces et ses services étendent son influence sur plus de trente municipalités au Brésil et jusqu'au Paraguay. Sa taille et son importance en font la capitale économique et sociale d'une région regroupant près d'un million d'habitants, ce qui lui vaut le titre de « porte du Mercosul ».

## Géographie
Dourados se situe par une latitude de 22° 13′ 15″ sud et par une longitude de 54° 48′ 21″ ouest, à une altitude de 430 mètres.
Sa population était de 200 729 habitants au recensement de 2011. La municipalité s'étend sur 4 086 km2.
Elle fait partie de la microrégion de Dourados, dans la mésorégion Sud-Ouest du Mato Grosso do Sul.

## Histoire
Le développement de Dourados était lent jusqu'à la première moitié du XXe siècle, notamment à cause de l'insuffisance de moyen d'accès à la région. Depuis 1950, la construction de route a permis le développement de la ville, qui accueillit alors des immigrants brésiliens (particulièrement en provenance des États du Sud et de São Paulo) et étrangers, surtout japonais. La ville possède des relations privilégiées avec le Paraguay, situé à moins de 100 kilomètres. La proximité de ce pays est un facteur fort d'échanges ethniques et culturels. 30 % des habitants de Dourados ont des liens familiaux avec le Paraguay.